# محمد عفا الرفاعي
محمد عفا الرفاعي لاعبٌ سوريّ لكرة القدم. وُلد في 4 نيسان عام 1988 م في التل جنوب العاصمة دمشق. لعب لثلاثة أندية كان آخرها نادي الطرة الناشط في دوري الدرجة الأولى الأردني.

## وصلات خارجية
- محمد عفا الرفاعي على موقع قاعدة بيانات كرة القدم.إي يو (الإنجليزية)
- محمد عفا الرفاعي على موقع ناشيونال فوتبول تيمز (الإنجليزية)
- محمد عفا الرفاعي على موقع Soccerway.com (الإنجليزية)

- ملف اللاعب على جول دوت كوم